# 흰배숲쥐
흰배숲쥐(학명: Apodemus speciosus)는 붉은쥐의 일종이다. 야행성 동물이고, 일본의 토착종이다.

## 분포 및 서식지
흰배숲쥐는 일본의 모든 섬에서 발견된다. 숲과 초원 그리고 여러 고도의 논을 포함한 경작지에서 서식한다. 애기붉은쥐(A. argenteus)와 같은 넓은 생태학적 지위를 차지하고 있지만, 두 종은 서로 다운 서식지를 좋아한다. 애기붉은쥐는 울창한 수관층을 좋아하는 반면에, 흰배숲쥐는 앞이 트인 이차림을 좋아한다.